# Leopold Janauschek
Leopold Janauschek (13 de octubre de 1827 - 23 de julio de 1898) fue un historiador cisterciense de origen austriaco.

## La vida

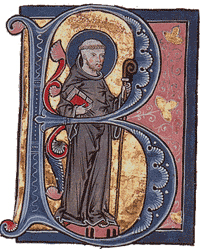
Letra inicial que representa a Bernardo de Claraval, manuscrito del de La Leyenda Áurea.

Janauschek nació en Brünn, Moravia. En 1846 tomó el hábito religioso en la Abadía cisterciense de Zwettl, Baja Austria, donde pronuncia sus votos en 1848. Sus superiores le enviaron a estudiar filosofía y teología en la Abadía de Heiligenkreuz, cerca de Viena. Después de ser ordenado sacerdote fue nombrado profesor de historia y derecho canónico. Sus trabajos académicos llamaron la atención y obtuvo en 1858 la cátedra de historia eclesiástica en la Universidad de Viena.
En 1859 fue requerido por sus superiores a Heiligenkreuz, donde continuó como profesor hasta 1877. Durante este tiempo recopiló su primera obra importante, Originum Cisterciensium Liber Primus (Viena, 1877), en la que describe la fundación de la Orden Cisterciense, su organización y extensión, y menciona a muchos de aquellos que, bajo diversos títulos, la habían profesado. Detalla profusamente un total de 742 antiguas abadías de monjes, fundadas entre el final del siglo XI y final del siglo XVII. Las tablas genealógicas y cronológicas, además de la obra en sí, requirió un colosal trabajo de investigación y compilación. No llegó a publicar el segundo volumen, dedicado a conventos de monjas cistercienses, y para el cual había recopilado una gran cantidad de material. También publicó, en este período, un trabajo de menor importancia sobre la historia de la Orden Cisterciense.
Su segunda obra de importancia se titula Bibliographia Bernardina. En 1891, con motivo del octavo centenario del nacimiento de San Bernardo de Claraval, la Congregación Cisterciense de Austria preparó cuatro volúmenes, bajo el título de Xenia Bernardina. Janauschek ayudó en la preparación de los tres primeros volúmenes, pero el cuarto, Bibliographia Bernardina (Viena, 1891), fue enteramente trabajo propio. En él analiza sucesivamente las diferentes ediciones de las obras de San Bernardo y sus traducciones, ensayos sobre la vida del santo, varios panegíricos, sus biógrafos, las inscripciones en su honor, las opiniones de los historiadores eclesiásticos, etc. Los libros mencionados en Xenia Bernardina ascienden a un total de 2761 obras impresas y 119 manuscritos.
A pesar de su débil salud, que durante muchos años apenas le permitió salir de su habitación, siguió trabajando hasta su muerte en Baden, cerca de Viena.

## Obras
- Janauschek, Leopold: Memoriae plurimum reverendi ac venerabilis Patris Joseph Schmid, monasterii B. M. V. de Claravalle... Viennae 1856.
- Leopold Janauschek, Originum Cisterciensium Tomus I in quo praemissis congregationum domiciliis adjectisque tabulis chronologico-genealogicis veterum abbatiarum a monachis habitatarum fundationes ad fidem antiquissimorum fontium primus descripsit, L.J. Vindobonae 1877 (Nachdruck Ridgewood, N.J., Gregg Press, 1964). (enlace) (en latín)
- Janauschek, Leopold: Der Cistercienser-Orden. Historische Skizze. S.l. 1884.
- Janauschek, Leopold: Xenia Bernardina. Sancti Bernardi primi abbatis Claravallensis octavos natales saeculares pia mente celebrantes... 4 secciones. Vindobonae 1891